# Joey Chestnut

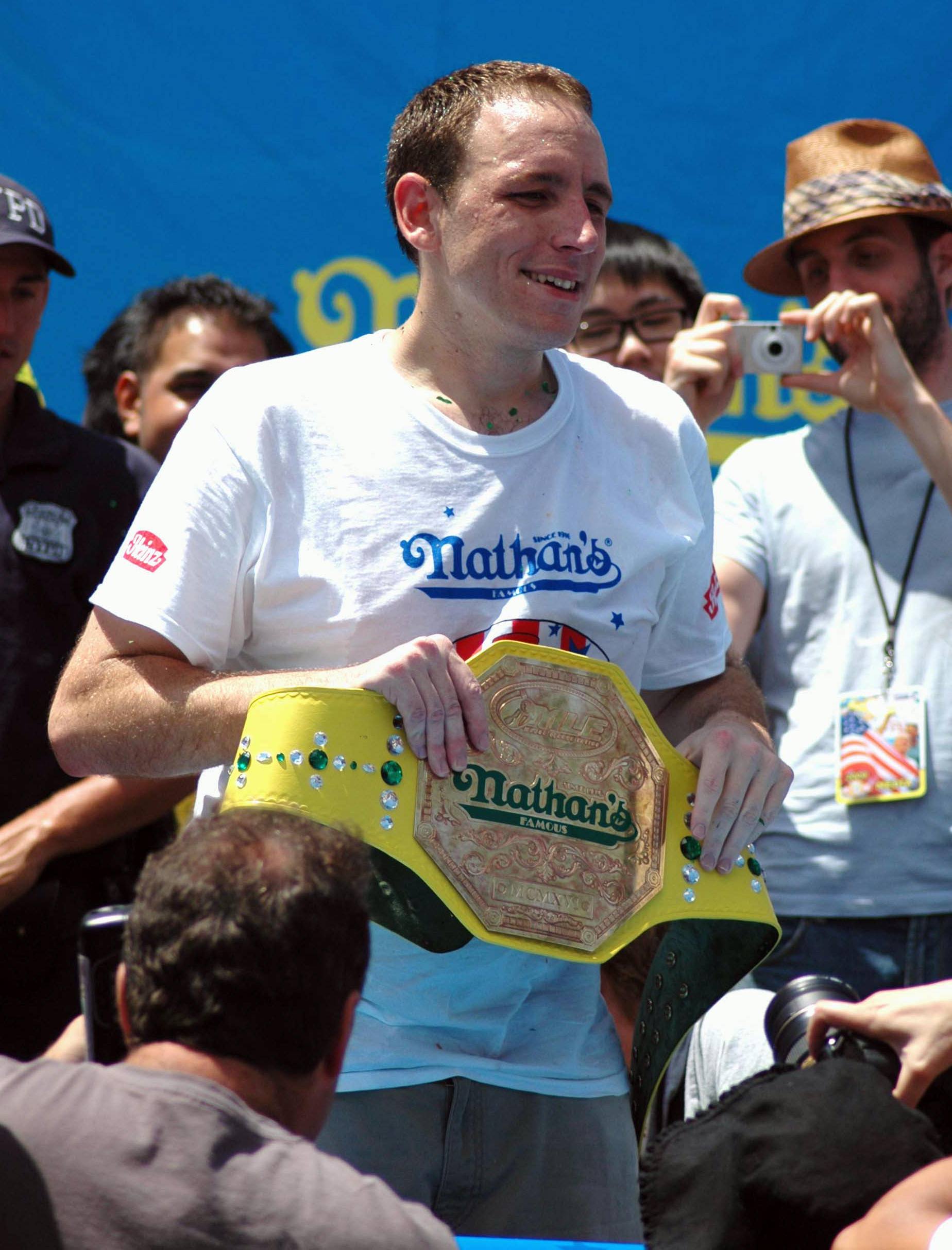
Chestnut beim Hotdog-Wettessen im Nathan’s Famous 2009

Joseph Christian „Jaws“ Chestnut (* 25. November 1983 in Vallejo, Kalifornien) ist ein US-amerikanischer Wettkampfesser. Der 1,80 m große Student der Ingenieurwissenschaften ist derzeit Erstplatzierter auf der Weltrangliste der International Federation of Competitive Eating. Sein Wohnsitz ist in San Jose, Kalifornien.
Am 4. Juli 2007 gewann Chestnut das 92. jährlich stattfindende Internationale Hot-Dog-Wettessen, das jährlich von der US-amerikanischen Fastfoodkette Nathan’s Famous veranstaltet wird und zu den bekanntesten Wettessen in den Vereinigten Staaten gehört. Dort besiegte er den sechsmaligen Titelverteidiger Takeru „Tsunami“ Kobayashi, als er 66 Hotdogs in unter 10 Minuten aß. Am 4. Juli 2009 gewann Chestnut erneut gegen Kobayashi, stellte mit 68 Hotdogs einen Weltrekord auf und erlangte damit seinen dritten Titel in Folge. Am 4. Juli 2010 holte er seinen vierten Mustard Belt (zu deutsch etwa: „Senfgürtel“), indem er 54 Hotdogs verschlang. Der Sieg beim Wettbewerb 2010 war ihm sicher, da Kobayashi aufgrund eines Streits mit Major League Eating nicht teilnahm. Am 4. Juli 2012 triumphierte er mit einem Ergebnis von 68 Hot Dogs in zehn Minuten und gewann seine sechste Meisterschaft in Folge. Am 4. Juli 2016 stellte er einen neuen Weltrekord auf, indem er 70 Hotdogs in 10 Minuten aß. 2018 verbesserte er sich auf 74 und 2020 auf 75 Hot Dogs.
Wenn er das Internationale Hotdog-Wettessen betritt, wird der Song Baba O’Riley von The Who gespielt.

## Karriere
Joey Chestnut, ein Student aus San Jose, betrat die Wettess-Szene 2005, als er bei einer Wettess-Meisterschaft den hochplatzierten Esser Jace Maybury mit 6,3 Pfund frittiertem Spargel in 11,5 Minuten besiegte (ca. 2,85 kg). Im selben Jahr verzehrte er während des Internationalen Hot-Dog-Wettessens 32 Hotdogs und wurde damit Drittplatzierter hinter Takeru Kobayashi und Sonya Thomas.
Chestnut besiegte Sonya Thomas während der Waffle House World Waffle Eating Championship und wurde während der Square-Off-World-Hamburger-Eating-Championship-Qualifikation Zweitplatzierter hinter ihr, als er 56 Krystal-Burger aß und sie 57. Später wurde er mit 91 Hamburgern im Finale zweitplatziert hinter Takeru Kobayashi mit 97 Hamburgern.
Für das Internationale Hotdog-Wettessen 2006 qualifizierte sich Chestnut mit 50 Hotdogs. Obwohl er die meiste Zeit des Wettbewerbs gegen Takeru Kobayashi führte, konnte er ihn nicht besiegen und unterlag dessen 53 {\displaystyle \textstyle {\frac {3}{4}}} Hotdogs (ein neuer Weltrekord) mit 52.
2007 gewann er den Wing Bowl XV im Wachovia Center. Bei diesem Wettbewerb aß er 182 Hähnchenflügel in 30 Minuten und wurde Wing-Bowl-Champion sowie Rekordhalter.
Am 4. Juli 2007 traten er und Kobayashi beim Internationalen Hot-Dog-Wettessen in Coney Island, Brooklyn, New York gegeneinander an. Chestnut gewann mit 66 zu 63 Hotdogs und erreichte so Kobayashis erste Niederlage in diesem Wettbewerb seit sechs Jahren.
Am 28. Oktober 2007 aß er 103 Krystal-Burger auf der Krystal Square Off, der offiziellen Weltmeisterschaft im Hamburger-Wettessen in Chattanooga, Tennessee in seiner offiziellen Bestzeit von acht Minuten – ein neuer Weltrekord.
2008 stellte er zwei neue Weltrekorde auf: Er aß am 1. Februar 241 Hähnchenflügel in 30 Minuten beim Wing Bowl WVI in Philadelphia und am 2. März 78 Matzeknödel während der Weltmeisterschaft (Kenny & Ziggy's World Matzoh Ball Eating Championship) in Houston, Texas.
Am 4. Juli 2008 aß Chestnut während des jährlichen Internationalen Hot-Dog-Wettessens mit 59 Hotdogs in zehn Minuten genauso viele wie Takeru Kobayashi. Die Entscheidung wurde durch einen weiteren Esswettbewerb erzielt, bei dem es darum ging, wer am schnellsten fünf Hotdogs essen könne. Diesen konnte Chestnut gewinnen. Da die Zeit von 12 auf 10 Minuten reduziert wurde, waren 59 Hotdogs zudem ein neuer Rekord. Zu dieser Zeit wog Chestnut 102 Kilogramm.
Am 28. Juli 2008 verlor er gegen Kobayashi im Hühnchensaté-Wettessen beim MLE Asia inaugural event. Er verzehrte nur etwas über 4 Kilogramm, während Kobashi 5,5 Kilogramm erzielte.
Am 23. August 2008 besiegte Chestnut den Zweitplatzierten der International Federation of Competitive Eating Pat „Deep Dish“ Bertoletti bei der zweiten Jiaozi-Wettess-Meisterschaft in Little Tokyo, Los Angeles, Kalifornien. Er verschlang 231 Jiaozi und stellte so einen neuen Weltrekord auf. Damit brach er seinen alten Rekord von 212 Jiaozi, mit dem er 2006 gegen Sonya „Black Widow“ Thomas gewonnen hatte, die 210 aß.
Am 12. Oktober 2008 verzehrte er 45 Stücke Pizza und gewann damit die „Famous-Famiglia-World-Pizza-Eating“-Meisterschaft, die am New Yorker Times Square abgehalten wurde. Einige Wochen später wurde der Rekord jedoch durch Bertoletti gebrochen, der 47 Pizzastücke essen konnte.
Am 21. Februar 2009 aß er 10 {\displaystyle \textstyle {\frac {1}{2}}} Pfund (ca. 4,76 kg) Macaroni and cheese in sieben Minuten während der Halbzeit des San-Jose-Stealth-Lacrosse-Spiels und verbuchte damit einen weiteren Weltrekord.
Am 4. Juli 2009 überbot Chestnut seinen alten Rekord von 59 Hotdogs, als er es schaffte, 68 Hotdogs während des Internationalen Hot-Dog-Wettessens zu konsumieren.
Bei der Sendung Man v. Food, San Jose, aß er den sogenannten „Burritozilla von Iguana“, einen fünf Pfund (ca. 2,26 kg) schweren und 17 Zoll langen Burrito, in zwei Minuten und zehn Sekunden.
Am 9. Mai 2010 besiegte Chestnut Kobayashi im Shrimp-Wan-Tan-Wettessen in Singapur. Er aß 380 Wan Tan und stellte somit erneut einen Weltrekord auf.
Am 4. Juli 2010 sicherte er sich den Sieg beim Internationalen Hot-Dog-Wettessen zum vierten Mal in Folge, als er 54 Hotdogs aß, was er persönlich jedoch als eine enttäuschende Leistung bezeichnet.
Am 18. September 2010 nahm er an der ersten Pepto-Bismol-Bratwurst-Wettess-Meisterschaft auf dem Oktoberfest Zinzinnati in Cincinnati, Ohio teil und vertilgte 42 Queen-City-Bratwürste in 12 Minuten.
Am 25. September 2010 gewann Chestnut die Upper-Crust-Pizza-Eating-Meisterschaft, als er 37 Stücke Pizza in 10 Minuten aß, ein Stück mehr als „Notorious B.O.B.“.
Am 4. Juli 2011 erlangte er mit 62 Hotdogs seinen fünften Sieg beim Internationalen Hot-Dog-Wettessen in Folge. In einem Versuch, Aufmerksamkeit zu erlangen, behauptete Kobayashi, der aufgrund seiner Weigerung, den erforderlichen Vertrag zu unterschreiben, nicht an dem Wettbewerb teilgenommen hatte, 69 Hotdogs gegessen und einen neuen Weltrekord aufgestellt zu haben. Ein Video von Koyabashis Versuch zeigte jedoch klar eine falsche Zählung, da er erstens die Hälfte eines Hotdogs hinter dem Tisch versteckt hatte und zweitens mehrfach, u. a. von CNBC, bestätigt wurde, dass Kobayashi 65 und nicht 69 gegessen hatte.
Am 4. Juli 2012 gewann Chestnut erneut, indem er 68 Hotdogs verschlang und somit seinen bisher gehaltenen Rekord erreichte.
2024 wurde Chestnut vom Internationalen Hot-Dog-Wettessen in Coney Island vom Veranstalter Nathan’s Famous ausgeschlossen, weil er einen Sponsorvertrag bei einer konkurrierenden Marke unterzeichnet hatte, die zudem vegane Würstchen herstellt.
2025 durfte Chestnut zum Wettbewerb zurückkehren und sicherte sich mit 70,5 gegessenen Hotdogs den Sieg.

## Training
Chestnut trainiert, indem er fastet und seinen Magen durch Trinken von Milch und Wasser mit Proteinbeigabe dehnt. Seit dem Beginn seiner Karriere als Wettkampfesser variiert sein Gewicht zwischen 210 und 225 Pfund (ca. 95–102 Kilogramm).

## Derzeit gehaltene Weltrekorde
- Schweinerippchen: 9,8 Pfund (ca. 4,44 kg) in 12 Minuten bei John Ascuaga's Nugget Casino Resort während des Best in the West Nugget Rib Cook-off in Sparks, Nevada am 27. August 2008.[11][12]

- Frittierter Spargel: neun Pfund (ca. 4,08 kg) während der World Deep Fried Asparagus Eating Championship in Stockton, Kalifornien am 16. April 2011.[13]

- Hotdogs: 75 Hotdogs in 10 Minuten während des Internationalen Hot-Dog-Wettessens auf Coney Island, New York am 4. Juli 2020.[14]

- Hähnchenflügel: 241 Flügel beim Wing Bowl XVI in Philadelphia, Pennsylvania am 1. Februar 2008.[15]

- Krystal-Burger: 103 Burger beim Krystal Square Off in Chattanooga, Tennessee am 28. Oktober 2007.[16]

- Matzeknödel: 28 Knödel in acht Minuten im Kenny & Ziggy’s New York Delicatessen Restaurant in Houston, Texas am 2. März 2008.[17]